# E. Donnall Thomas
Dr. Edward Donnall (Don) Thomas (rođen 15. ožujka, 1920.) je američki liječnik, profesor na Sveučilištu u Washingtonu. Godine 1990. dobio je Nobelovu nagradu za fiziologiju ili medicinu zajedno s Joseph E. Murrayem za razvoj presađivanja organa i stanica. Thomas je razvio presađivanje koštane srži kao metodu liječenja leukemije.

## Vanjske poveznice
- Nobelova nagrada - autobiografija (engl.)